# Liste deutscher Denkmalfachbehörden
Diese Liste deutscher Denkmalfachbehörden dient der Aufnahme sämtlicher gegenwärtiger staatlicher Denkmalfachbehörden in Deutschland. Diese sind mit wenigen Ausnahmen auf Landesebene angesiedelt.
Diese Liste ist alphabetisch nach Bundesland sortiert.
| Baden-Württemberg      | Landesamt für Denkmalpflege Baden-Württemberg (in Esslingen am Neckar) |
| Bayern                 | Bayerisches Landesamt für Denkmalpflege (in München) |
| Berlin                 | Landesdenkmalamt Berlin (in Berlin) |
| Brandenburg            | Brandenburgisches Landesamt für Denkmalpflege und Archäologisches Landesmuseum (in Zossen) |
| Bremen                 | Landesamt für Denkmalpflege Bremen |
| Hamburg                | Denkmalschutzamt Hamburg / Bodendenkmalpflege: Archäologisches Museum Hamburg |
| Hessen                 | Landesamt für Denkmalpflege Hessen (in Wiesbaden) |
| Mecklenburg-Vorpommern | Landesamt für Kultur und Denkmalpflege Mecklenburg-Vorpommern (in Schwerin) |
| Niedersachsen          | Niedersächsisches Landesamt für Denkmalpflege (in Hannover) |
| Nordrhein-Westfalen    | - LVR-Amt für Denkmalpflege im Rheinland (in der Abtei Brauweiler) und LVR-Amt für Bodendenkmalpflege im Rheinland (in Bonn) des Landschaftsverbandes Rheinland - LWL-Denkmalpflege, Landschafts- und Baukultur in Westfalen und LWL-Archäologie für Westfalen / Archäologische Bodendenkmalpflege (beide in Münster) des Landschaftsverbandes Westfalen-Lippe - Römisch-Germanisches Museum / Archäologische Bodendenkmalpflege für die Bodendenkmäler der Stadt Köln |
| Rheinland-Pfalz        | Generaldirektion Kulturelles Erbe Rheinland-Pfalz (in Mainz) |
| Saarland               | Landesdenkmalamt Saarland (in Schiffweiler) |
| Sachsen                | Landesamt für Denkmalpflege Sachsen und Landesamt für Archäologie Sachsen (beide in Dresden) |
| Sachsen-Anhalt         | Landesamt für Denkmalpflege und Archäologie Sachsen-Anhalt (in Halle (Saale)) |
| Schleswig-Holstein     | Landesamt für Denkmalpflege Schleswig-Holstein (in Kiel), Archäologisches Landesamt Schleswig-Holstein (in Schleswig); Bereich Archäologie und Denkmalpflege der Hansestadt Lübeck |
| Thüringen              | Thüringisches Landesamt für Denkmalpflege und Archäologie (Bau- und Kunstdenkmalpflege in Erfurt, Archäologische Denkmalpflege in Weimar) |